# Bison bonasus caucasicus
El bisonte del Cáucaso (Bison bonasus caucasicus) era una subespecie de bisonte europeo que habitó las Montañas del Cáucaso de Europa Oriental.
Fue cazado por el Tigre del Caspio y el león asiático (hasta el siglo X) en el Cáucaso, así como otro depredadores como los lobos y los osos.

## Decline y extinción

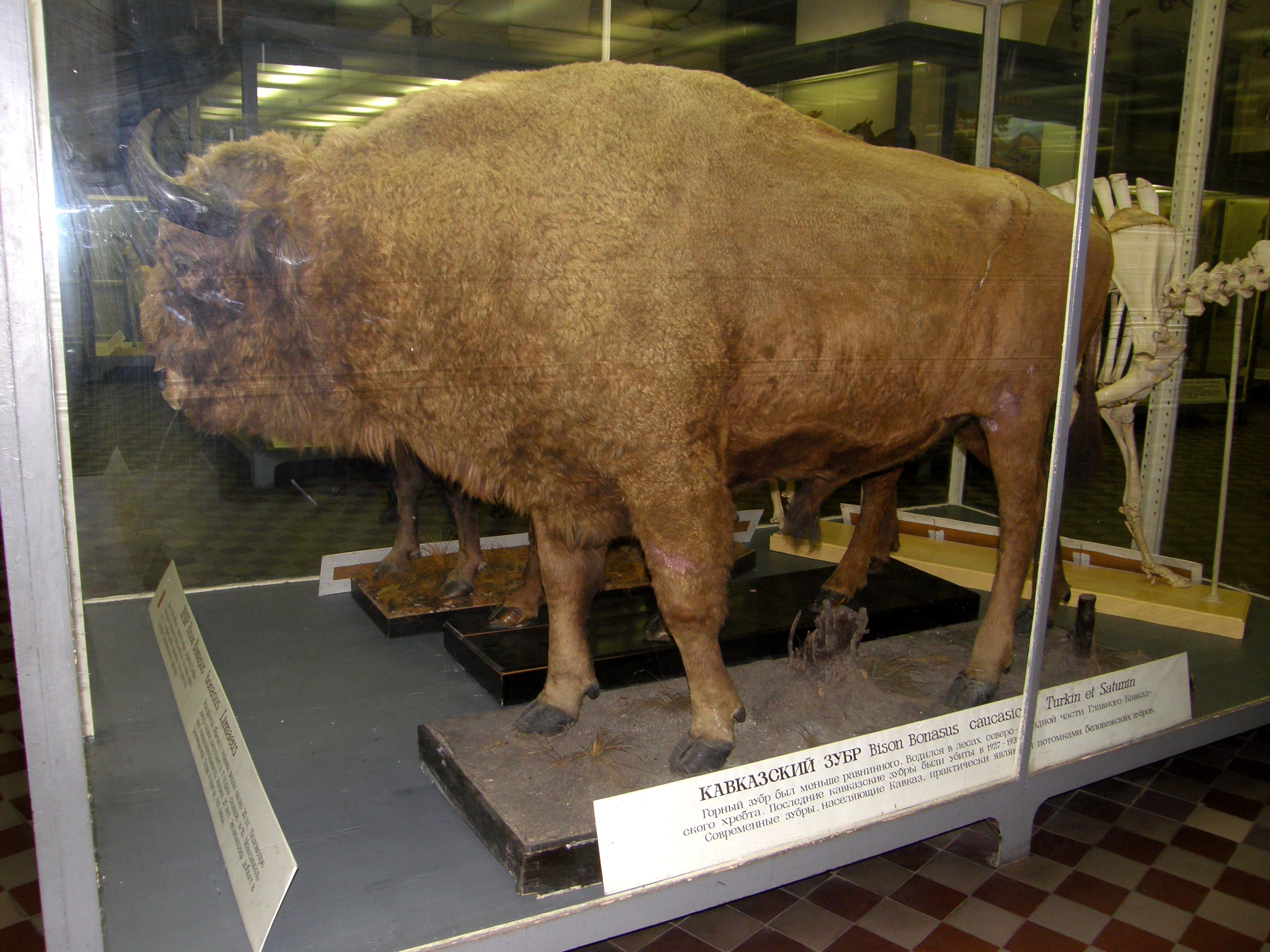
Espécimen taxidermizado, Museo del Instituto Zoológico, Rusia

En el siglo XVII, el bisonte del Cáucaso todavía poblaba una gran área del Cáucaso occidental. Después de que el establecimiento humano en las montañas se intensificó y la gama del bisonte caucásico se redujo a cerca de una décima de su gama original en el final del siglo XIX. En la década de 1860, la población todavía estaba alrededor de 2000, pero se redujo a solo 500-600 en 1917, y solo 50 en 1921. La caza furtiva local continuó y en 1927 los tres últimos bisontes caucásicos murieron.

## Supervivientes híbridos

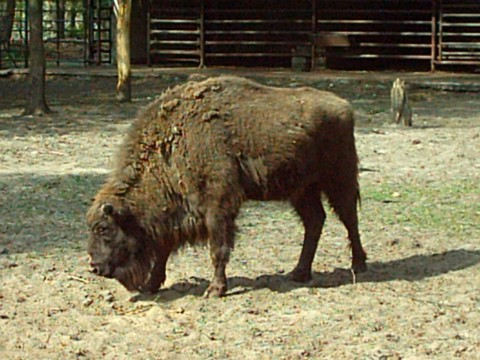
Un híbrido en el Zoológico de Poznań

Solo se sabe de un bisonte del Cáucaso que haya estado en cautiverio. Este toro, llamado Kaukasus, nació en las montañas del Cáucaso en 1907 y fue llevado a Alemania en 1908 donde vivió hasta el 26 de febrero de 1925. Mientras que estuvo en cautiverio, se crio con las hembras de la subespecie de las tierras bajas Bison bonasus bonasus. Por lo tanto, se convirtió en uno de los doce antepasados de la actual línea de cría de bisontes europeos caucásicos.

## Reintroducción del bisonte europeo en el Cáucaso
En 1940, un grupo de híbridos de bisontes americanos europeos fueron liberados en la Reserva de la Biosfera del Cáucaso y más tarde en 1959 en la Unidad de Manejo del Parque Forestal de Nalchik (Kabardino-Balkariya). Posteriormente se liberaron allí unos pocos bisontes europeos de pura sangre en las tierras bajas caucásicas para formar un único rebaño mixto junto con los híbridos. En 2000, estos híbridos fueron descritos como una subespecie diferente (sin base científica), el bisonte de las tierras altas.